# (613) Ginebra
(613) Ginebra es un asteroide perteneciente al cinturón de asteroides descubierto el 11 de octubre de 1906 por August Kopff desde el observatorio de Heidelberg-Königstuhl, Alemania.
Su nombre rinde homenaje a la reina Ginebra, esposa del rey Arturo.